# Sullivan (New York)
Sullivan ist eine US-amerikanische Kleinstadt (Town) im Madison County des Bundesstaats New York mit einer Einwohnerzahl von 15.339 (Stand: 2010).

## Geografie
Sullivan befindet sich in der nordwestlichen Ecke des Madison County. Die nördliche Grenze der Stadt bildet der Oneida Lake, und die westliche Grenze bildet der Chittenango Creek. Der New York State Thruway (Interstate 90) führt durch die Stadt.

## Geschichte
Die Besiedlung begann um 1790. Die Stadt wurde 1803 aus der Town of Cazenovia gegründet. Im Jahr 1809 wurde die Stadt geteilt, um die Town of Lenox zu bilden.

## Demografie
Nach der Volkszählung von 2010 leben in Sullivan 15.339 Menschen. Die Bevölkerung teilt sich 2017 auf in 96,3 % nicht-hispanische Weiße, 0,5 % Afroamerikaner, 0,4 % amerikanische Ureinwohner, 0,4 % Asiaten, 0,1 % Sonstige und 1,1 % mit zwei oder mehr Ethnizitäten. Hispanics oder Latinos machten 1,2 % der Bevölkerung aus. Das mittlere Haushaltseinkommen lag bei 63.153 US-Dollar und die Armutsquote bei 5,9 %.